# Torneo di Viareggio 2025
Il Torneo di Viareggio 2025 è stata la settantacinquesima edizione del torneo calcistico internazionale, riservato alle formazioni giovanili e organizzato dal CGC Viareggio. La competizione si è svolta tra il 17 e il 31 marzo.
Il torneo ha visto la partecipazione di 24 squadre appartenenti alla categoria Under-18, 12 formazioni italiane e 12 straniere.

## Squadre partecipanti

### Squadre italiane
- Casarano
- Fiorentina
- Genoa
- Imolese
- Perugia
- Rappres. Serie D
- Sampdoria
- Sassuolo
- Ternana
- Torino
- Viareggio
- Vis Pesaro

### Altre squadre europee
- Asteras Tripolīs -
- Jovenes Promesas -
- Stella Rossa -

### Squadre nordamericane e sudamericane
- Westchester United -
- UYSS New York -
- Internacional -

### Squadre africane
- Ijele -
- Magic Stars -
- Mavlon -
- Ojodu City -
- Olympique Thiessois -

### Squadre oceaniane
- APIA Leichhardt -

## Formato

### Fase a gironi
I 24 club partecipanti sono stati divisi in sei gironi da quattro squadre ciascuno.
- Le 24 squadre saranno divise in 6 gironi (1, 2, 3, 4, 5, 6), composti da 4 squadre.

Il gruppo A comprenderà i gironi 1, 2, 3 e il gruppo B comprenderà i gironi 4, 5, 6.
Le squadre si incontreranno in gare di sola andata della durata di 90 minuti.
Le classifiche saranno redatte in base ai seguenti criteri: 3 (tre) punti per ogni gara vinta, 1 (uno) punto per ogni gara terminata in parità, 0 (zero) punti per la sconfitta.
In caso di parità di punteggio valgono i criteri in ordine elencati:
- Esito incontri diretti;
- Differenza reti negli incontri diretti fra le squadre a parità di punti;
- Differenza reti nel totale degli incontri disputati nel Girone;
- Maggior numero di reti segnate sul totale degli incontri disputati nel Girone;
- Età media più bassa della lista dei calciatori iscritti al Torneo;

Saranno ammesse alla fase successiva le due squadre meglio classificate di ciascun girone e le due migliori terze di ciascun gruppo.

## Fase a gironi

### Gruppo A

#### Girone 1
| Squadra      | P.ti | G | V | P | S | GF | GS | DR |
| ------------ | ---- | - | - | - | - | -- | -- | -- |
| Fiorentina   | 9    | 3 | 3 | 0 | 0 | 8  | 1  | +7 |
| Imolese      | 6    | 3 | 2 | 0 | 1 | 4  | 4  | 0  |
| Stella Rossa | 3    | 3 | 1 | 0 | 2 | 3  | 7  | -4 |
| Mavlon       | 0    | 3 | 0 | 0 | 3 | 2  | 5  | -3 |

| Arbitro: | Lo Bello (Siena) |

|                                            |           |  |
| Evangelista 56’ Colaciuri 78’ Sardilli 87’ | Marcatori |  |

| Arbitro: | Carida (Genova) |

|             |           |  |
| Maltoni 67’ | Marcatori |  |

| Arbitro: | Ambrosini (Carrara) |

|                                      |           |          |
| Sardilli 1’, 8’ Turnone 37’ Kaba 89’ | Marcatori | 4’ Manes |

| Arbitro: | Venuti (Valdarno) |

|                                           |           |                       |
| Topalovic 9’ Bubanja 37’ Lopez Thiago 89’ | Marcatori | 44’ Mamah 61’ Vincent |

| Arbitro: | Bianchi (Lucca) |

|               |           |  |
| Angiolini 36’ | Marcatori |  |

| Arbitro: | Luciani (Livorno) |

|  |           |                                 |
|  | Marcatori | 25’ (rig.) Manes 30’ Giovannini |

#### Girone 2
| Squadra       | P.ti | G | V | P | S | GF | GS | DR |
| ------------- | ---- | - | - | - | - | -- | -- | -- |
| Ijele         | 6    | 3 | 2 | 0 | 1 | 8  | 5  | +3 |
| Genoa         | 4    | 3 | 1 | 1 | 1 | 4  | 4  | 0  |
| Internacional | 4    | 3 | 1 | 1 | 1 | 1  | 1  | 0  |
| Perugia       | 2    | 3 | 0 | 2 | 1 | 3  | 6  | -3 |

| Arbitro: | Fatticcioni (Carrara) |

|             |           |  |
| Ridolfi 70’ | Marcatori |  |

| Arbitro: | Agabiti (Livorno) |

|                            |           |                                           |
| Karafili 40’ Agogliati 41’ | Marcatori | 22’, 30’ Kpangli 66’ Adzuu 67’, 83’ Jimoh |

| Arbitro: | Pettirossi (Genova) |

|                 |           |              |
| Spicuglia 90+1’ | Marcatori | 60’ Giordani |

| Arbitro: | Maretti (Grosseto) |

|             |           |  |
| Jackson 66’ | Marcatori |  |

| Arbitro: | Savino (Genova) |

|                          |           |                                         |
| Spicuglia 71’ Riolfi 76’ | Marcatori | 47’ Ibbe 51’ (rig.) Falana 90+4’ Sunday |

| Lerici 21 marzo 2025, ore 15:00 CET 3ª giornata | Internacional           | 0 – 0 referto | Perugia | Campo sportivo Piero Bibolini\| Arbitro: \| Sanguinetti (La Spezia) \| |
| Arbitro:                                        | Sanguinetti (La Spezia) |               |         |                                                                        |

#### Girone 3
| Squadra         | P.ti | G | V | P | S | GF | GS | DR |
| --------------- | ---- | - | - | - | - | -- | -- | -- |
| Magic Stars     | 9    | 3 | 3 | 0 | 0 | 9  | 1  | +8 |
| Casarano        | 6    | 3 | 2 | 0 | 1 | 3  | 2  | +1 |
| Sassuolo        | 3    | 3 | 1 | 0 | 2 | 3  | 4  | -1 |
| APIA Leichhardt | 0    | 3 | 0 | 0 | 3 | 0  | 8  | -8 |

| Arbitro: | Norci (Arezzo) |

|                                         |           |  |
| Cardascio 41’ Pirruccio 66’ Catania 68’ | Marcatori |  |

| Arbitro: | Subhan (Pontedera) |

|                       |           |                    |
| Grimaldi 90+4’ (rig.) | Marcatori | 23’ Kalu 86’ Sesan |

| Arbitro: | Iacobellis (Pisa) |

|  |           |              |
|  | Marcatori | 73’ Grimaldi |

| Arbitro: | Angileri (Empoli) |

|  |           |                                            |
|  | Marcatori | 9’ (rig.), 62’ Sesan 39’ Chinyere 64’ Kalu |

| Arbitro: | Finoia (Firenze) |

|  |           |                               |
|  | Marcatori | 23’ Kalu 66’ Sesan 74’ Adiele |

| Arbitro: | De Vincenti (Carrara) |

|  |           |              |
|  | Marcatori | 29’ Grimaldi |

### Gruppo B

#### Girone 4
| Squadra          | P.ti | G | V | P | S | GF | GS | DR |
| ---------------- | ---- | - | - | - | - | -- | -- | -- |
| Torino           | 9    | 3 | 3 | 0 | 0 | 9  | 3  | +6 |
| Ojodu City       | 4    | 3 | 1 | 1 | 1 | 3  | 5  | -2 |
| Vis Pesaro       | 2    | 3 | 0 | 2 | 1 | 4  | 6  | -2 |
| Asteras Tripolīs | 1    | 3 | 0 | 1 | 2 | 5  | 7  | -2 |

| Arbitro: | Baldasseroni (Pistoia) |

|                              |           |                           |
| Conzato 30’, 77’ Spadoni 55’ | Marcatori | 4’ Kallanhi 63’ Angelakis |

| Arbitro: | Bragazzi (Carrara) |

|                   |           |             |
| Barrere Lopez 72’ | Marcatori | 51’ Jackson |

| Arbitro: | Biagini (Lucca) |

|                         |           |                   |
| Conte 9’ Merlo 24’, 39’ | Marcatori | 17’ Barrere Lopez |

| Arbitro: | Manduzio (Livorno) |

|                 |           |                         |
| Drigkakis 90+2’ | Marcatori | 54’ Jackson 77’ Odunuga |

| Arbitro: | Cinotti (Empoli) |

|                                |           |  |
| Castaldi 6’ Yesin 8’ Merlo 68’ | Marcatori |  |

| Arbitro: | Bertilone (Pontedera) |

|                            |           |                                |
| Kallanhi 39’ Angelakis 77’ | Marcatori | 36’ Portarski 69’ Ruiz Tombesi |

#### Girone 5
| Squadra            | P.ti | G | V | P | S | GF | GS | DR  |
| ------------------ | ---- | - | - | - | - | -- | -- | --- |
| Sampdoria          | 9    | 3 | 3 | 0 | 0 | 21 | 1  | +20 |
| Jovenes Promesas   | 6    | 3 | 2 | 0 | 1 | 4  | 7  | -3  |
| Westchester United | 1    | 3 | 0 | 1 | 2 | 4  | 6  | -2  |
| Viareggio          | 1    | 3 | 0 | 1 | 2 | 4  | 19 | -15 |

| Arbitro: | Massimo-Esposito (La Spezia) |

|                                                                                          |           |  |
| Malanca 28’ Ambrosio 31’ Moumouni 40’ (aut.) Mezzotero 70’ Rosciglioni 78’ Valenza 90+1’ | Marcatori |  |

| Arbitro: | Sansossio Varnagallo (Pontedera) |

|                                |           |                                          |
| Hernandez 25’, 40’ Astaiza 85’ | Marcatori | 70’ Morandini 88’ Fermi 90’ Giannecchini |

| Arbitro: | Bergonzi (Savona) |

|                                  |           |            |
| Papasergio 54’ Rosciglioni 90+3’ | Marcatori | 60’ Cortes |

| Arbitro: | Briganti (Carrara) |

|                                   |           |               |
| Agho 31’ (rig.), 82’ Moumouni 59’ | Marcatori | 29’ Morandini |

| Arbitro: | Minniti (Genova) |

|                                                                                                 |           |  |
| Rosciglioni 3’, 21’, 28’, 70’, 72’, 73’, 89’ Paratici 5’, 13’, 53’ Vitali 15’ Boldarin 52’, 68’ | Marcatori |  |

| Arbitro: | Di Galante (Pontedera) |

|          |           |  |
| Agho 88’ | Marcatori |  |

#### Girone 6
| Squadra                 | P.ti | G | V | P | S | GF | GS | DR  |
| ----------------------- | ---- | - | - | - | - | -- | -- | --- |
| Rappresentativa Serie D | 7    | 3 | 2 | 1 | 0 | 5  | 2  | +3  |
| Ternana                 | 5    | 3 | 1 | 2 | 0 | 7  | 4  | +3  |
| Olympique Thiessois     | 4    | 3 | 1 | 1 | 1 | 8  | 4  | +4  |
| UYSS New York           | 0    | 3 | 0 | 0 | 3 | 1  | 11 | -10 |

| Arbitro: | Lachi (Siena) |

|                  |           |                 |
| D’Incoronato 51’ | Marcatori | 11’ Guaglianone |

| Arbitro: | Avelardi (Livorno) |

|  |           |                                                  |
|  | Marcatori | 11’, 40’ Faye 20’ Ndir 36’ Samb 87’ (aut.) Lopez |

| Arbitro: | Conti (Genova) |

|                      |           |  |
| Valente 69’ Pepa 77’ | Marcatori |  |

| Arbitro: | Simoncini (Pontedera) |

|                       |           |                    |
| Pierdomenico 40’, 75’ | Marcatori | 18’ Faye 29’ Cisse |

| Arbitro: | Menchini (Viareggio) |

|                                 |           |           |
| Valente 9’ Lischetti 31’ (rig.) | Marcatori | 42’ Cisse |

| Arbitro: | Sandri (La Spezia) |

|                                    |           |              |
| Valenti 5’, 45+2’, 87’ Turella 20’ | Marcatori | 69’ Taormina |

## Fase a eliminazione diretta
|  | Ottavi di finale        | Ottavi di finale        | Ottavi di finale |             |                | Quarti di finale | Quarti di finale | Quarti di finale |  |  | Semifinali | Semifinali | Semifinali |  |  | Finale | Finale | Finale |  |
|  |                         |                         |                  |             |                |                  |                  |                  |  |  |            |            |            |  |  |        |        |        |  |
|  | Fiorentina              | Fiorentina              | 2                |             |                |                  |                  |                  |  |  |            |            |            |  |  |        |        |        |  |
|  | Fiorentina              | Fiorentina              | 2                |             |                |                  |                  |                  |  |  |            |            |            |  |  |        |        |        |  |
|  | Olympique Thiessois     | Olympique Thiessois     | 0                |             |                |                  |                  |                  |  |  |            |            |            |  |  |        |        |        |  |
|  | Olympique Thiessois     | Olympique Thiessois     | 0                |             | Fiorentina     | Fiorentina       | 4                |                  |  |  |            |            |            |  |  |        |        |        |  |
|  |                         |                         |                  |             | Fiorentina     | Fiorentina       | 4                |                  |  |  |            |            |            |  |  |        |        |        |  |
|  |                         |                         | Imolese          | Imolese     | 2              |                  |                  |                  |  |  |            |            |            |  |  |        |        |        |  |
|  | Imolese                 | Imolese                 | Imolese          | Imolese     | 2              | 5                |                  |                  |  |  |            |            |            |  |  |        |        |        |  |
|  | Imolese                 | Imolese                 |                  |             |                |                  |                  |                  |  |  |            |            |            |  |  |        |        |        |  |
|  | Jovenes Promesas        | Jovenes Promesas        | 0                |             |                |                  |                  |                  |  |  |            |            |            |  |  |        |        |        |  |
|  | Jovenes Promesas        | Jovenes Promesas        | 0                |             | Fiorentina     | Fiorentina       | 2                |                  |  |  |            |            |            |  |  |        |        |        |  |
|  |                         |                         |                  |             |                |                  |                  |                  |  |  |            |            |            |  |  |        |        |        |  |
|  |                         |                         | Sassuolo         | Sassuolo    | 1              |                  |                  |                  |  |  |            |            |            |  |  |        |        |        |  |
|  | Sampdoria               | Sampdoria               | Sassuolo         | Sassuolo    | 1              | 1                |                  |                  |  |  |            |            |            |  |  |        |        |        |  |
|  | Sampdoria               | Sampdoria               |                  |             |                |                  |                  |                  |  |  |            |            |            |  |  |        |        |        |  |
|  | Sassuolo                | Sassuolo                | 2                |             |                |                  |                  |                  |  |  |            |            |            |  |  |        |        |        |  |
|  | Sassuolo                | Sassuolo                | 2                |             | Sassuolo (dtr) | Sassuolo (dtr)   | 1 (7)            |                  |  |  |            |            |            |  |  |        |        |        |  |
|  |                         |                         |                  |             | Sassuolo (dtr) | Sassuolo (dtr)   | 1 (7)            |                  |  |  |            |            |            |  |  |        |        |        |  |
|  |                         |                         | Ojodu City       | Ojodu City  | 1 (6)          |                  |                  |                  |  |  |            |            |            |  |  |        |        |        |  |
|  | Ijele                   | Ijele                   | Ojodu City       | Ojodu City  | 1 (6)          | 0 (1)            |                  |                  |  |  |            |            |            |  |  |        |        |        |  |
|  | Ijele                   | Ijele                   |                  |             |                |                  |                  |                  |  |  |            |            |            |  |  |        |        |        |  |
|  | Ojodu City (dtr)        | Ojodu City (dtr)        | 0 (2)            |             |                |                  |                  |                  |  |  |            |            |            |  |  |        |        |        |  |
|  | Ojodu City (dtr)        | Ojodu City (dtr)        | 0 (2)            |             | Fiorentina     | Fiorentina       | 0                |                  |  |  |            |            |            |  |  |        |        |        |  |
|  |                         |                         |                  |             |                |                  |                  |                  |  |  |            |            |            |  |  |        |        |        |  |
|  |                         |                         | Genoa            | Genoa       | 1              |                  |                  |                  |  |  |            |            |            |  |  |        |        |        |  |
|  | Torino (tav.)           | Torino (tav.)           | Genoa            | Genoa       | 1              | 3                |                  |                  |  |  |            |            |            |  |  |        |        |        |  |
|  | Torino (tav.)           | Torino (tav.)           |                  |             |                |                  |                  |                  |  |  |            |            |            |  |  |        |        |        |  |
|  | Internacional           | Internacional           | 0                |             |                |                  |                  |                  |  |  |            |            |            |  |  |        |        |        |  |
|  | Internacional           | Internacional           | 0                |             | Torino (dtr)   | Torino (dtr)     | 0 (4)            |                  |  |  |            |            |            |  |  |        |        |        |  |
|  |                         |                         |                  |             | Torino (dtr)   | Torino (dtr)     | 0 (4)            |                  |  |  |            |            |            |  |  |        |        |        |  |
|  |                         |                         | Ternana          | Ternana     | 0 (2)          |                  |                  |                  |  |  |            |            |            |  |  |        |        |        |  |
|  | Casarano                | Casarano                | Ternana          | Ternana     | 0 (2)          | 1                |                  |                  |  |  |            |            |            |  |  |        |        |        |  |
|  | Casarano                | Casarano                |                  |             |                |                  |                  |                  |  |  |            |            |            |  |  |        |        |        |  |
|  | Ternana                 | Ternana                 | 6                |             |                |                  |                  |                  |  |  |            |            |            |  |  |        |        |        |  |
|  | Ternana                 | Ternana                 | 6                |             | Torino         | Torino           | 0                |                  |  |  |            |            |            |  |  |        |        |        |  |
|  |                         |                         |                  |             |                |                  |                  |                  |  |  |            |            |            |  |  |        |        |        |  |
|  |                         |                         | Genoa            | Genoa       | 2              |                  |                  |                  |  |  |            |            |            |  |  |        |        |        |  |
|  | Rappresentativa Serie D | Rappresentativa Serie D | Genoa            | Genoa       | 2              | 2 (1)            |                  |                  |  |  |            |            |            |  |  |        |        |        |  |
|  | Rappresentativa Serie D | Rappresentativa Serie D |                  |             |                |                  |                  |                  |  |  |            |            |            |  |  |        |        |        |  |
|  | Genoa (dtr)             | Genoa (dtr)             | 2 (4)            |             |                |                  |                  |                  |  |  |            |            |            |  |  |        |        |        |  |
|  | Genoa (dtr)             | Genoa (dtr)             | 2 (4)            |             | Genoa          | Genoa            | 1                |                  |  |  |            |            |            |  |  |        |        |        |  |
|  |                         |                         |                  |             | Genoa          | Genoa            | 1                |                  |  |  |            |            |            |  |  |        |        |        |  |
|  |                         |                         | Magic Stars      | Magic Stars | 0              |                  |                  |                  |  |  |            |            |            |  |  |        |        |        |  |
|  | Magic Stars             | Magic Stars             | Magic Stars      | Magic Stars | 0              | 5                |                  |                  |  |  |            |            |            |  |  |        |        |        |  |
|  | Magic Stars             | Magic Stars             |                  |             |                |                  |                  |                  |  |  |            |            |            |  |  |        |        |        |  |
|  | Vis Pesaro              | Vis Pesaro              | 0                |             |                |                  |                  |                  |  |  |            |            |            |  |  |        |        |        |  |

### Ottavi di finale
| Squadra 1               | Risultato       | Squadra 2           |
| ----------------------- | --------------- | ------------------- |
| Torino                  | 3 - 0 (tav.)    | Internacional       |
| Magic Stars             | 5 - 0           | Vis Pesaro          |
| Fiorentina              | 2 - 0           | Olympique Thiessois |
| Ijele                   | 0 - 0 (1-2 dtr) | Ojodu City          |
| Sampdoria               | 1 - 2           | Sassuolo            |
| Casarano                | 1 - 6           | Ternana             |
| Rappresentativa Serie D | 2 - 2 (1-4 dtr) | Genoa               |
| Imolese                 | 5 - 0           | Jovenes Promesas    |

| Capezzano Pianore 25 marzo 2025, ore 14:30 CET | Torino          | 3 – 0 (tav.) referto | Internacional | Stadio Maggi-Matteucci\| Arbitro: \| Bianchi (Lucca) \| |
| Arbitro:                                       | Bianchi (Lucca) |                      |               |                                                         |

| Arbitro: | D'Orsi (Pisa) |

|                                                     |           |  |
| Shafiu 15’ Sesan 34’ (rig.), 50’ Adiele 60’ Mba 80’ | Marcatori |  |

| Arbitro: | Bolognesi (Siena) |

|                             |           |  |
| Puzzoli 30’ (rig.) Kaba 83’ | Marcatori |  |

| Arbitro: | Scalisi (Carrara) |

|                                      |                      |                                     |
| Asogbon Amana Jimoh Adebowale Sunday | Tiri di rigore 1 – 2 | Magaji Elegushi Audu Sunday Riruwai |

| Arbitro: | Massimo-Esposito (La Spezia) |

|              |           |                                   |
| Paratici 61’ | Marcatori | 34’ Weiss 90+2’ (rig.) Chiricallo |

| Arbitro: | Marchi (Siena) |

|             |           |                                                             |
| Perrone 72’ | Marcatori | 3’ Girasole 20’, 74’ Turella 31’, 58’ Pierdomenico 84’ Rota |

| Arbitro: | Ponzalli (Prato) |

|                        |                      |                                        |
| Milicevic 52’ Cham 54’ | Marcatori            | 18’ Pagliari 90+2’ Riolfi              |
| Cham Manzoni Milicevic | Tiri di rigore 1 – 4 | Colonnese Riolfi Pellicanò Pallavicini |

| Arbitro: | Zmau (Prato) |

|                                                     |           |  |
| Maltoni 12’, 31’ Manes 49’ (rig.) Penida 88’, 90+1’ | Marcatori |  |

### Quarti di finale
| Squadra 1  | Risultato       | Squadra 2   |
| ---------- | --------------- | ----------- |
| Genoa      | 1 - 0           | Magic Stars |
| Sassuolo   | 1 - 1 (7-6 dtr) | Ojodu City  |
| Fiorentina | 4 - 2           | Imolese     |
| Torino     | 0 - 0 (4-2 dtr) | Ternana     |

| Arbitro: | Corellino (Genova) |

|                 |           |  |
| Pallavicini 45’ | Marcatori |  |

| Arbitro: | Foresi (Livorno) |

|                |                      |              |
| Chiricallo 45’ | Marcatori            | 82’ Onowakpo |
|                | Tiri di rigore 7 – 6 |              |

| Arbitro: | Iglio (Pistoia) |

|                                         |           |                       |
| Kone 14’ Angiolini 28’, 33’ Puzzoli 82’ | Marcatori | 21’, 70’ (rig.) Manes |

| Arbitro: | Ogliormino (Piombino) |

|                                 |                      |                                   |
| Spadoni Sandrucci Finizio Merlo | Tiri di rigore 4 – 2 | Valenti Ferlicca Montegro Boudaas |

### Semifinali
| Squadra 1  | Risultato | Squadra 2 |
| ---------- | --------- | --------- |
| Fiorentina | 2 - 1     | Sassuolo  |
| Torino     | 0 - 2     | Genoa     |

| Arbitro: | Poggianti (Livorno) |

|                        |           |              |
| Puzzoli 29’ Sturli 83’ | Marcatori | 69’ Acatullo |

| Arbitro: | Lachi (Siena) |

|  |           |                            |
|  | Marcatori | 78’ Miragliotta 80’ Riolfi |

### Finale
| Squadra 1  | Risultato | Squadra 2 |
| ---------- | --------- | --------- |
| Fiorentina | 0 - 1     | Genoa     |

| Arbitro: | Crezzini (Siena) |

|  |           |             |
|  | Marcatori | 28’ Marconi |

## Classifica marcatori
| Gol | Rigori |  | Giocatore            | Squadra             |
| --- | ------ |  | -------------------- | ------------------- |
| 9   |        |  | Simone Rosciglioni   | Sampdoria           |
| 6   | 2      |  | Israel Sesan         | Magic Stars         |
| 5   | 3      |  | Aleandro Manes       | Imolese             |
| 4   |        |  | Lorenzo Paratici     | Sampdoria           |
| 4   |        |  | Emanuele Riolfi      | Genoa               |
| 4   |        |  | Pierre Faye          | Olympique Thiessois |
| 4   |        |  | Alessio Pierdomenico | Ternana             |

## Premi
- 15º Premio "Golden Boy":  Lorenzo Colonnese (Genoa)[3]
- Premio "Aldo Olivieri" al miglior portiere del torneo:  Pietro Baccelli (Genoa)[3]
- Premio "Mauro Bellugi" al miglior difensore del torneo:  Mamedi Doucouré (Genoa)[3]
- Premio "Gianluca Signorini" al miglior difensore della finale:  Edoardo Sadotti (Fiorentina)[3]
- Premio "Sergio Vatta" all'allenatore della squadra vincitrice:  Gennaro Ruotolo (Genoa)[3]